# Барбара Партии
Барбара Партии (на английски: Barbara Hall Partee, родена на 23 юни 1940 г. в Енгълуд, Ню Джърси) е американска езиковедка.
Тя е заслужил професор по лингвистика и философия в Масачузетския университет в Амхърст.
Един от основателите на съвременната формална семантика. Чрез нейното взаимодействие с философа и логик Ричард Монтаг през 1970-те| години се доближават изследователските традиции на генеративната лингвистика и формалната семантика. На нея се дължи в много голяма степен популяризирането на този подход в семантиката на естествените езици сред лингвистите, особено като се има предвид, че в онова време голяма част от полето е доминирано от противоречията, които тогава заобикалят генеративната семантика.
В последните години силно се интересува от нов тип интелектуален синтез, работата върху връзките към традиционната лексикална семантика – изследване, което от дълго време се практикува в Русия, съответно и в България в някаква степен.

## Признание
Получавала е различни отличия, сред които председателството на Американското лингвистично дружество (1986), почетни докторски степени от Swarthmore College (1989), Карловия университет в Прага (1992), Копенхагенското бизнес училище (2005) и Чикагския университет (2014), а също така е избрана за член на Американската академия на науките и изкуствата (1984) и Националната академия на науките на САЩ (1989).
Тя е чуждестранен член на Кралската нидерландска академия на науките и изкуствата от 2002 г. През 2006 г. е приета за член на Лингвистичното общество на Америка. На 8 януари 2018 г. получава почетна докторска степен от Амстердамския университет за пионерската си работа в областта на формалната семантика. През юли 2018 г. е избрана за член-кореспондент на Британската академия. През 2020 г. получава медал „Бенджамин Франклин“.